# Thelypteris dissimulans
Thelypteris dissimulans är en kärrbräkenväxtart som först beskrevs av William Ralph Maxon, Amp; C. Chr. och Carl Frederik Albert Christensen, och fick sitt nu gällande namn av C. Reed. Thelypteris dissimulans ingår i släktet Thelypteris och familjen Thelypteridaceae. Inga underarter finns listade.